# Kinesisk tamarisk
Kinesisk tamarisk (Tamarix chinensis) är en tamariskväxtart som beskrevs av João de Loureiro. Enligt Catalogue of Life och Dyntaxa ingår Kinesisk tamarisk i släktet tamarisker och familjen tamariskväxter. Arten har ej påträffats i Sverige. Inga underarter finns listade.

## Bildgalleri

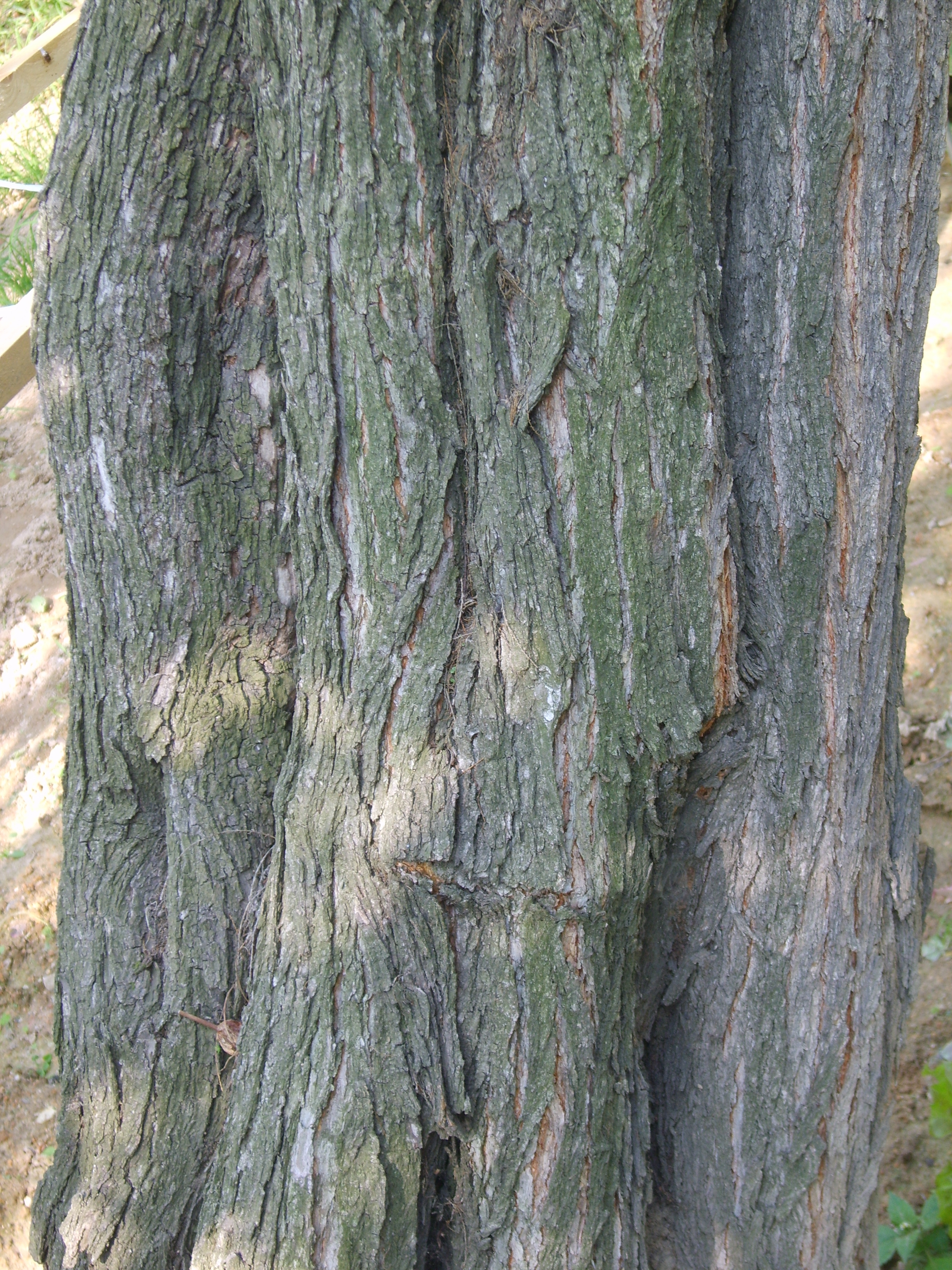
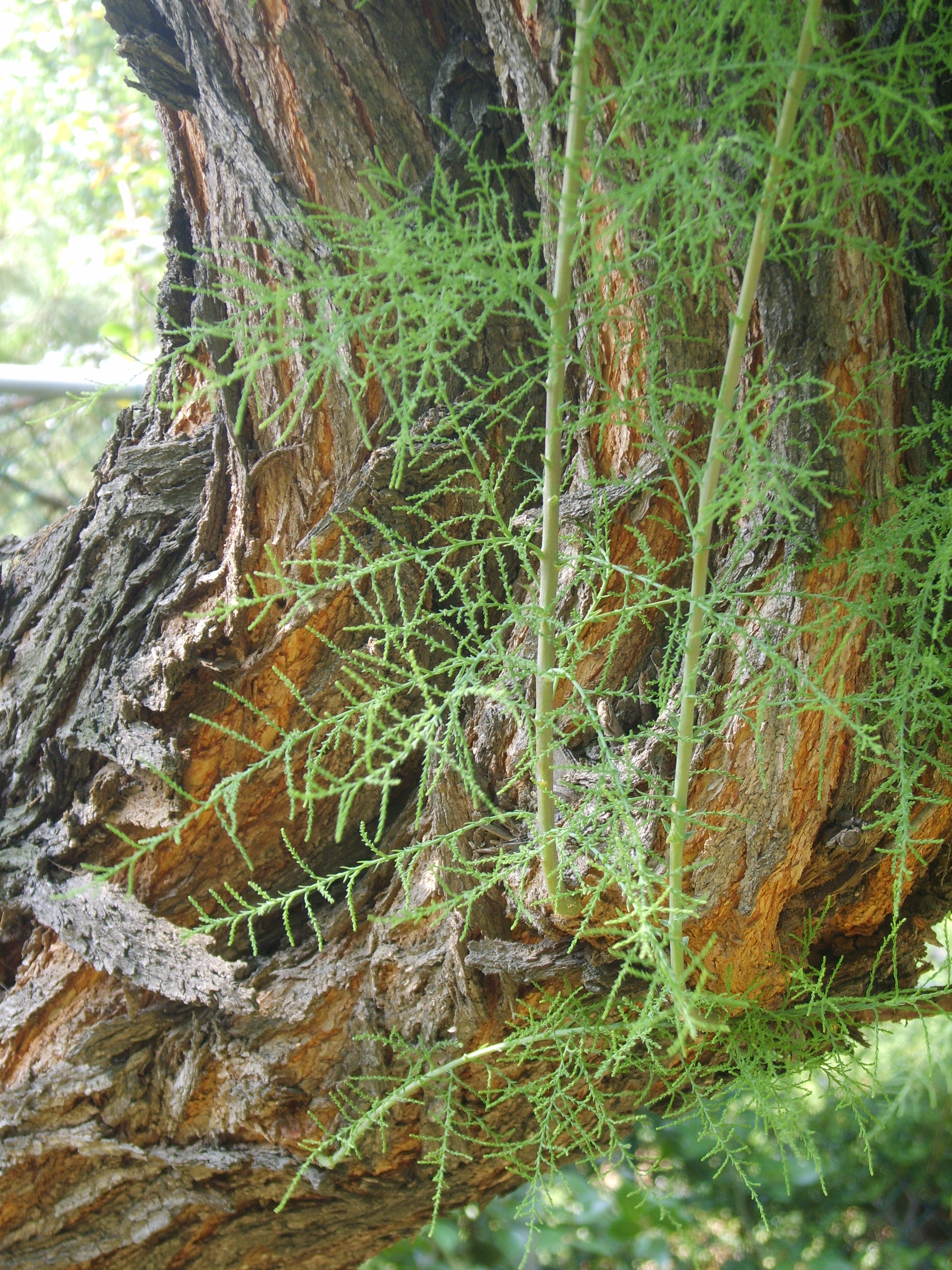
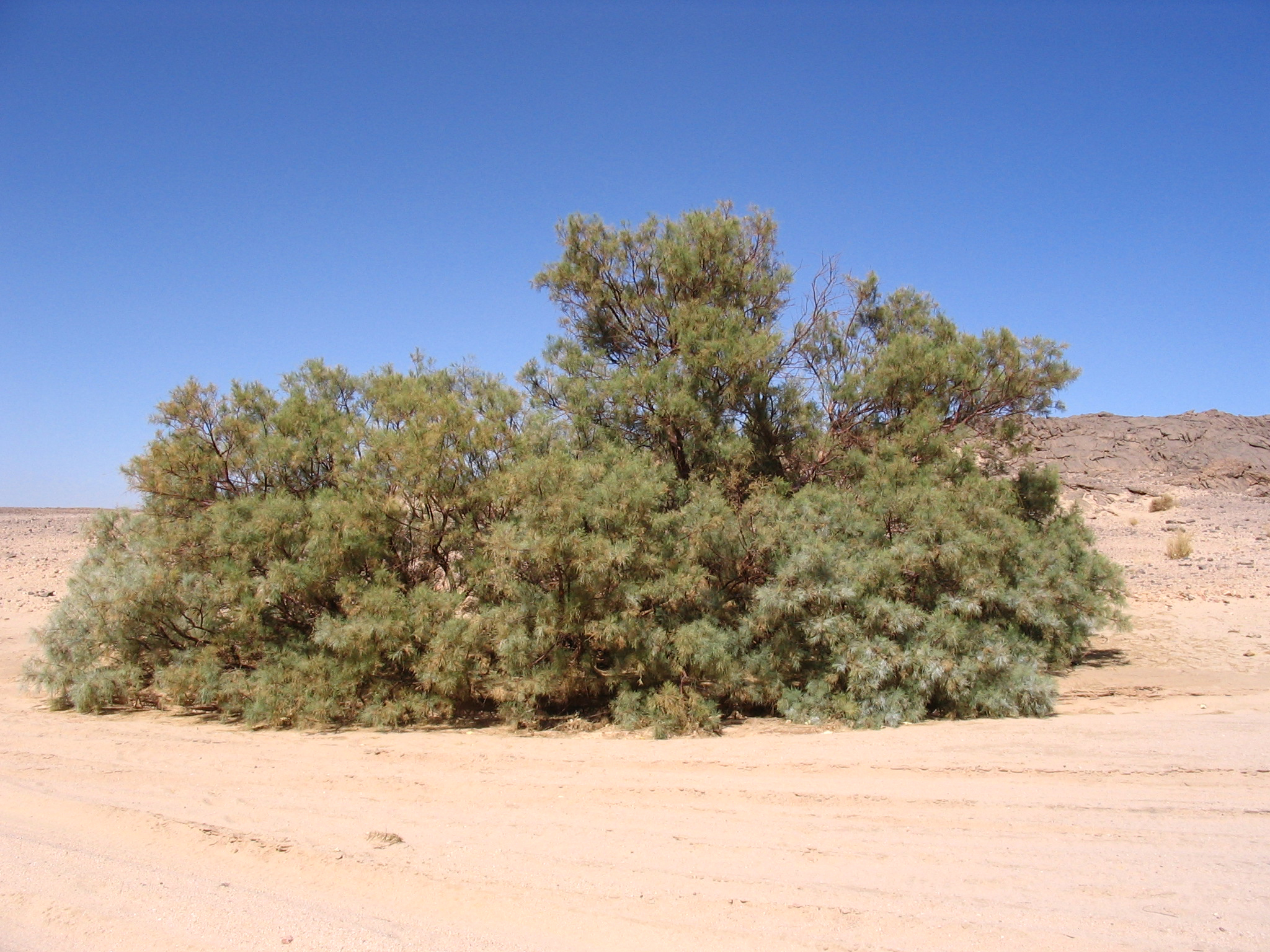